# Verbena intermedia
Verbena intermedia — вид трав'янистих рослин родини Вербенові (Verbenaceae), зростає в Аргентині, Парагваї, Уругваї, Перу й пд. Бразилії.

## Опис
Однорічна або багаторічна рослина 50–100 см заввишки; стебла 4-кутні, міжвузля витягуються до верхівки, з деякими залозистими волосками. Листки сидячі, (1)5–6(8) x (0.2)1(5) см, листові пластини цілі, вузько-довгасто-еліптичні, верхівки гострі; нижня поверхня коротко волосиста; головні жилки видні на нижній стороні, вторинні не дуже очевидні; прикореневі листки зубчасті, верхні листки з цілими краями. Квіткові приквітки вузько-яйцеподібні, загострені, довжиною 3–4 мм. Чашечка (2.5)3–5 мм завдовжки, з 5 короткими трикутними зубчиками, гострі, щетинисто-залозисті. Віночок синій, пурпуровий, рожевий або білий, трубка (4)5–7(10) мм довжиною.

## Поширення
Країни поширення: Аргентина, пд. Бразилія, Парагвай, Перу, Уругвай.